# 第91回天皇杯・第82回皇后杯 全日本総合バスケットボール選手権大会

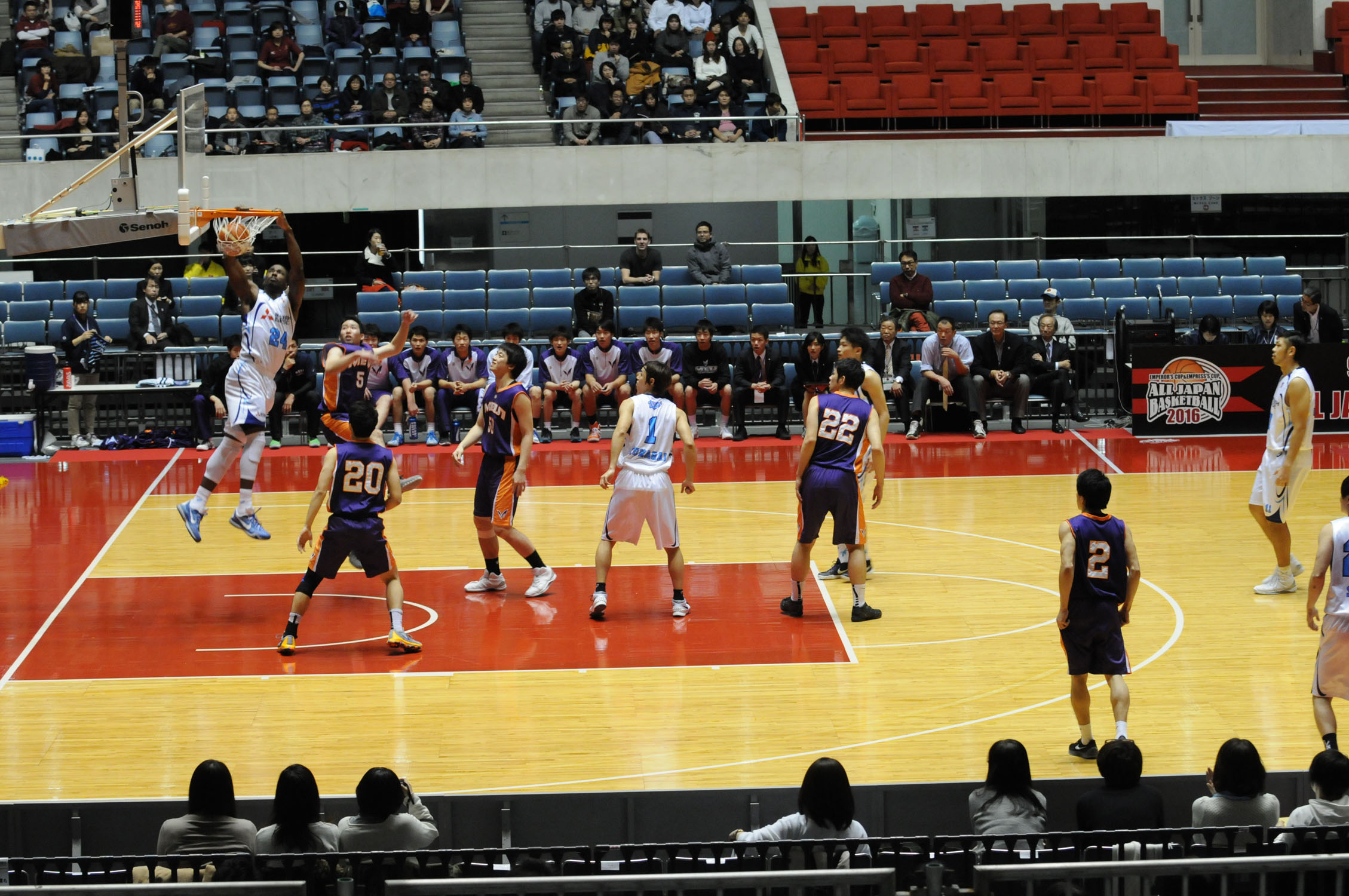
二回戦、三菱電機対明治大学

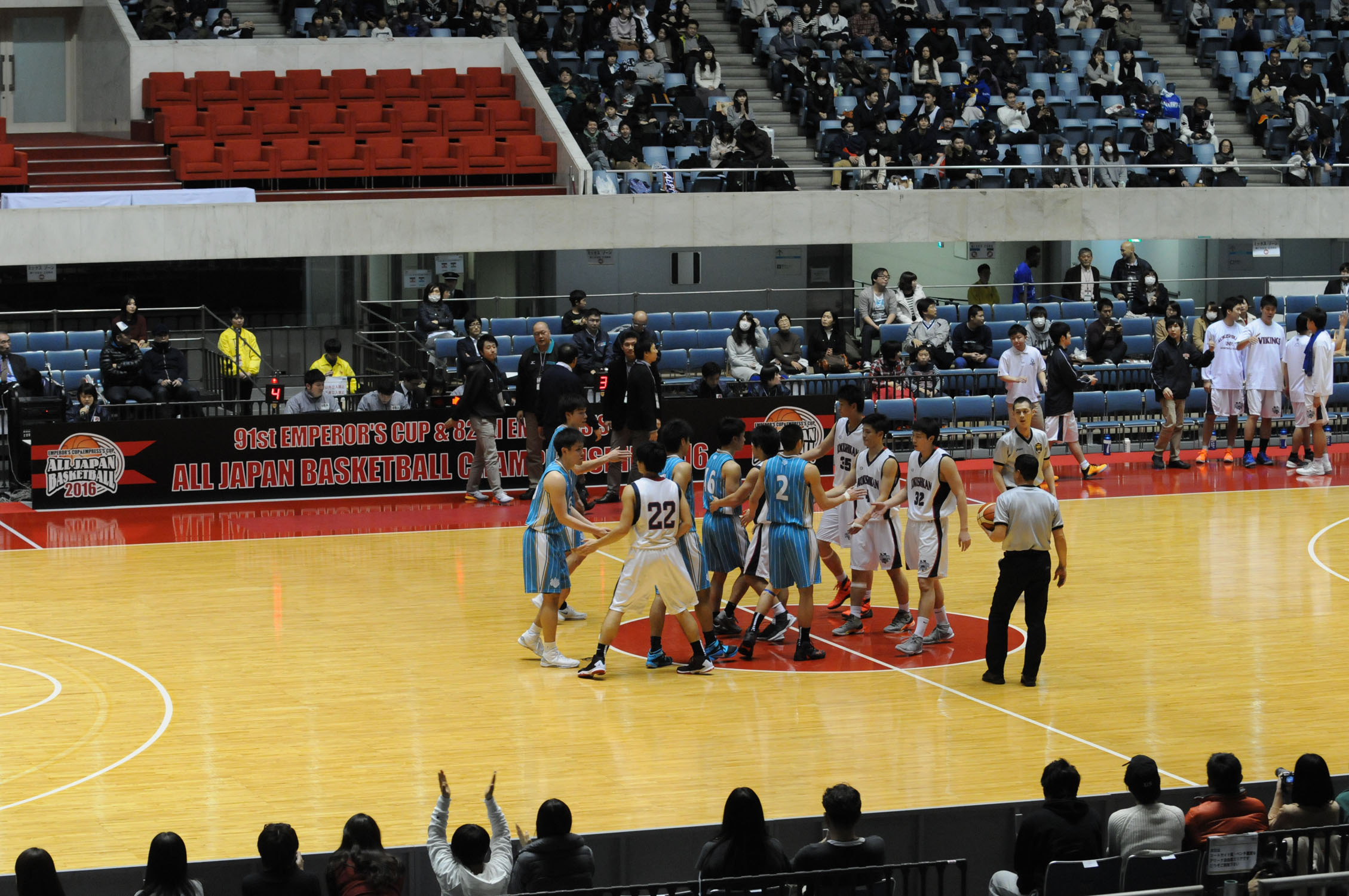
二回戦、国士舘大学対筑波大学

東日本大震災復興支援 第91回天皇杯・第82回皇后杯 全日本総合バスケットボール選手権大会 は、2016年1月1日から11日の期間に開催された全日本総合バスケットボール選手権大会である。大会の正式呼称はオールジャパン2016。
男子はアイシンシーホース三河が5年振り9回目の優勝を果たし、女子はJX-ENEOSサンフラワーズが3年連続20回目の優勝を果たした。

## 概要
今大会も前回に引き続き、国立代々木競技場第一体育館、第二体育館と駒沢体育館、大田区総合体育館の4ヶ所で開催され、トーナメント方式により優勝を決定する。1チームの選手数は日本バスケットボール協会に競技者登録された16名以内で、外国籍選手の出場は同時間帯につき1名まで（オン・ザ・コート・ワン）。
参加資格があるチームは日本バスケットボール協会に加盟登録されたチームで、男子は次の計36チーム。
- NBL・NBDLより推薦された16チーム（11月30日のリーグ戦終了時点の順位により決定）
- 全日本大学連盟より推薦された8チーム（第66回全日本大学バスケットボール選手権大会の結果により決定）
- 全日本社会人選手権より推薦された2チーム
- 全国高校選手権より推薦された1チーム
- 地方ブロック協会より推薦された9チーム

女子は次の計32チーム。
- WJBLより推薦された11チーム（前シーズンのリーグ戦結果により推薦順位を決定）
- 全日本大学連盟から推薦された8チーム
- 全日本社会人選手権より推薦された3チーム
- 全国高校選手権より推薦された1チーム
- 地方ブロック協会より推薦された9チーム

## 出場チーム

### 男子
NBL
- トヨタ自動車アルバルク東京（NBL第1シード）
- 東芝ブレイブサンダース神奈川（NBL第3シード）
- アイシンシーホース三河（NBL第5シード）
- 千葉ジェッツ（NBL第7シード）
- 三菱電機ダイヤモンドドルフィンズ名古屋（NBL第9シード）
- サイバーダインつくばロボッツ（NBL第11シード）

- リンク栃木ブレックス（NBL第2シード）
- 日立サンロッカーズ東京（NBL第4シード）
- レバンガ北海道（NBL第6シード）
- 熊本ヴォルターズ（NBL第8シード）
- 広島ドラゴンフライズ（NBL第10シード）
- 西宮ストークス（NBL第12シード）

NBDL
- 豊田通商ファイティングイーグルス名古屋（NBDL第1シード）
- 大塚商会アルファーズ（NBDL第3シード）

- パスラボ山形ワイヴァンズ（NBDL第2シード）
- 東京エクセレンス（NBDL第4シード）

学生
- 筑波大学（1位）
- 拓殖大学（3位）
- 近畿大学（5位）
- 専修大学（7位）

- 東海大学（2位）
- 青山学院大学（4位）
- 明治大学（6位）
- 国士舘大学（8位）

社会人
- 九州電力（1位）

- 黒田電気（2位）

高等学校
- 明成高等学校

地方ブロック
- 札幌大学（北海道）
- JR東日本秋田（東北）
- RBC東京（関東）
- 新潟経営大学（北信越）
- RINTATSU SARPENTERS（中部）
- 京都産業大学（近畿）
- ファイサンズ岡山（中国）
- 尽誠学園高等学校（四国）
- 鹿屋体育大学（九州）

### 女子
WJBL
- JX-ENEOSサンフラワーズ（1位）
- デンソーアイリス（3位）
- シャンソン化粧品 シャンソンVマジック（5位）
- トヨタ紡織サンシャインラビッツ（7位）
- 新潟アルビレックスBBラビッツ（9位）
- 日立ハイテク クーガーズ（11位）

- 富士通レッドウェーブ（2位）
- トヨタ自動車アンテロープス（4位）
- 三菱電機コアラーズ（6位）
- アイシン・エィ・ダブリュ ウィングス（8位）
- 羽田ヴィッキーズ（10位）

学生
- 筑波大学（1位）
- 大阪人間科学大学（3位）
- 早稲田大学（5位）
- 拓殖大学（7位）

- 白鷗大学（2位）
- 愛知学泉大学（4位）
- 東京医療保健大学（6位）
- 東海大学九州（8位）

社会人
- 秋田銀行（1位）
- 山梨クィーンビーズ（3位）

- 鶴屋百貨店（2位）

高等学校
- 桜花学園高等学校

地方ブロック
- アカシヤクラブ（北海道）
- 山形銀行（東北）
- 松蔭大学（関東）
- 新潟医療福祉大学（北信越）
- 岐阜女子高等学校（中部）
- 紀陽銀行（近畿）
- エンジェル（中国）
- 英明高等学校（四国）
- 鹿屋体育大学（九州）

## 試合結果

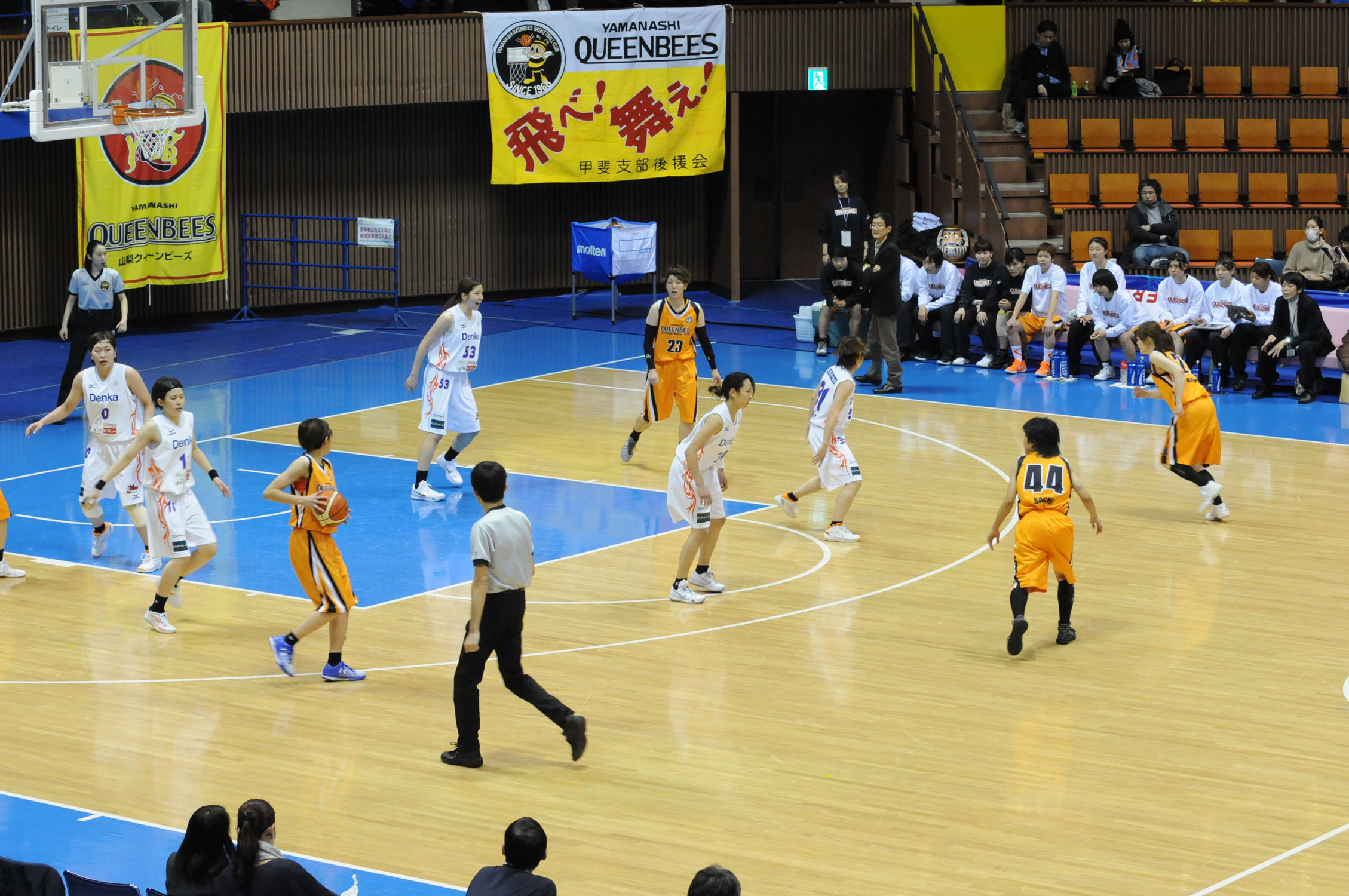
二回戦、新潟対山梨

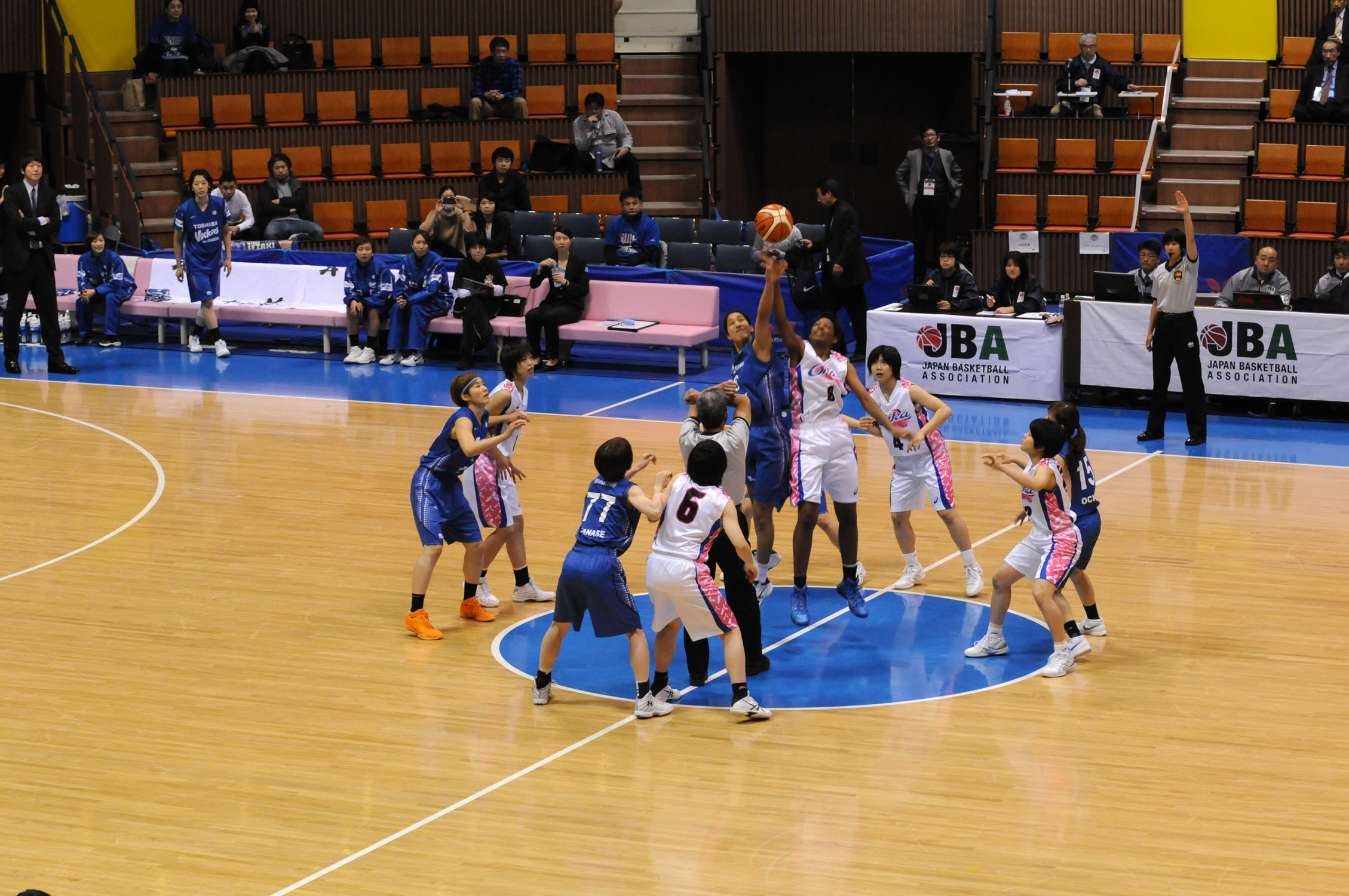
二回戦、桜花学園対羽田

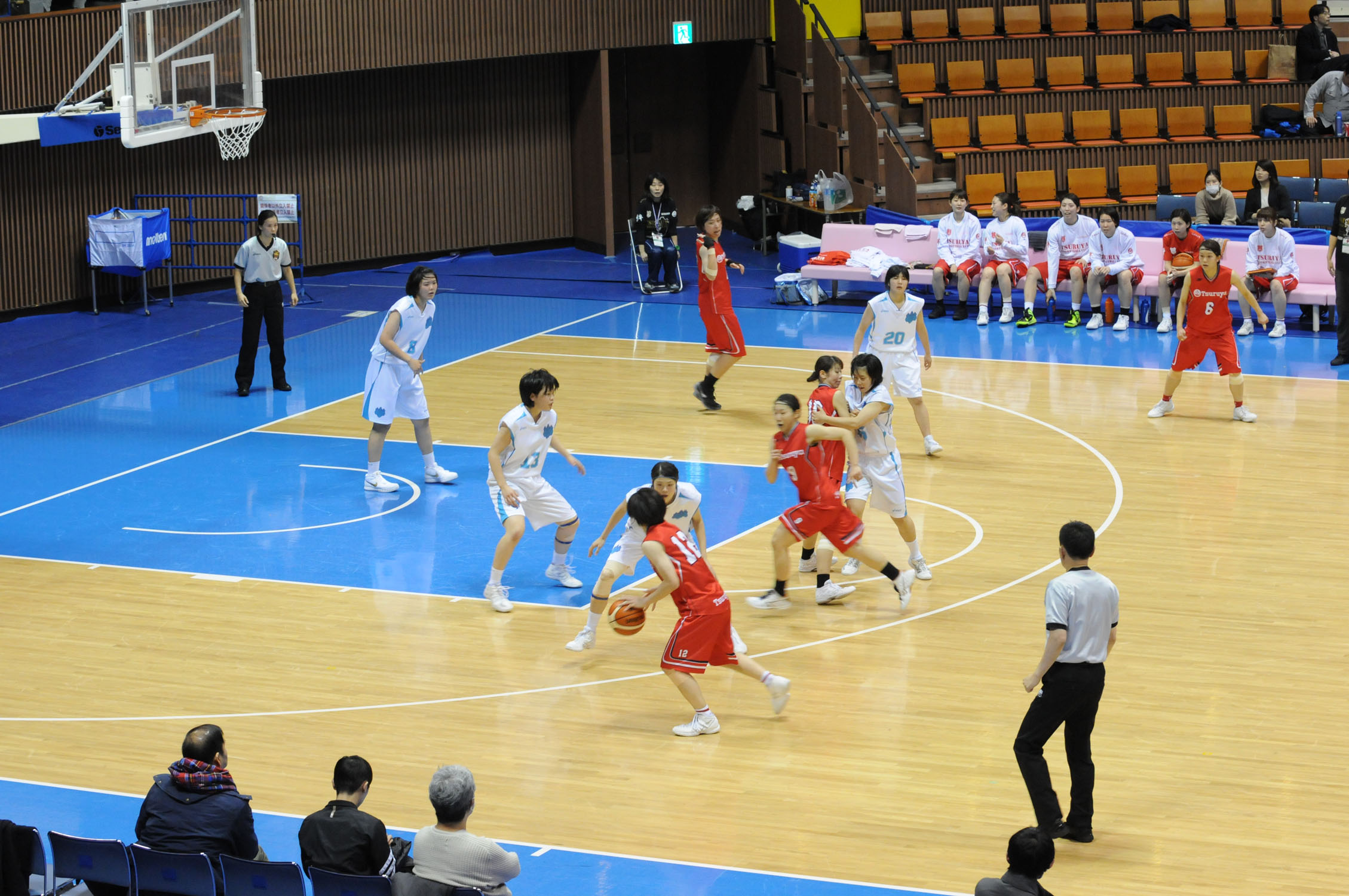
二回戦、筑波大対アカシヤクラブ

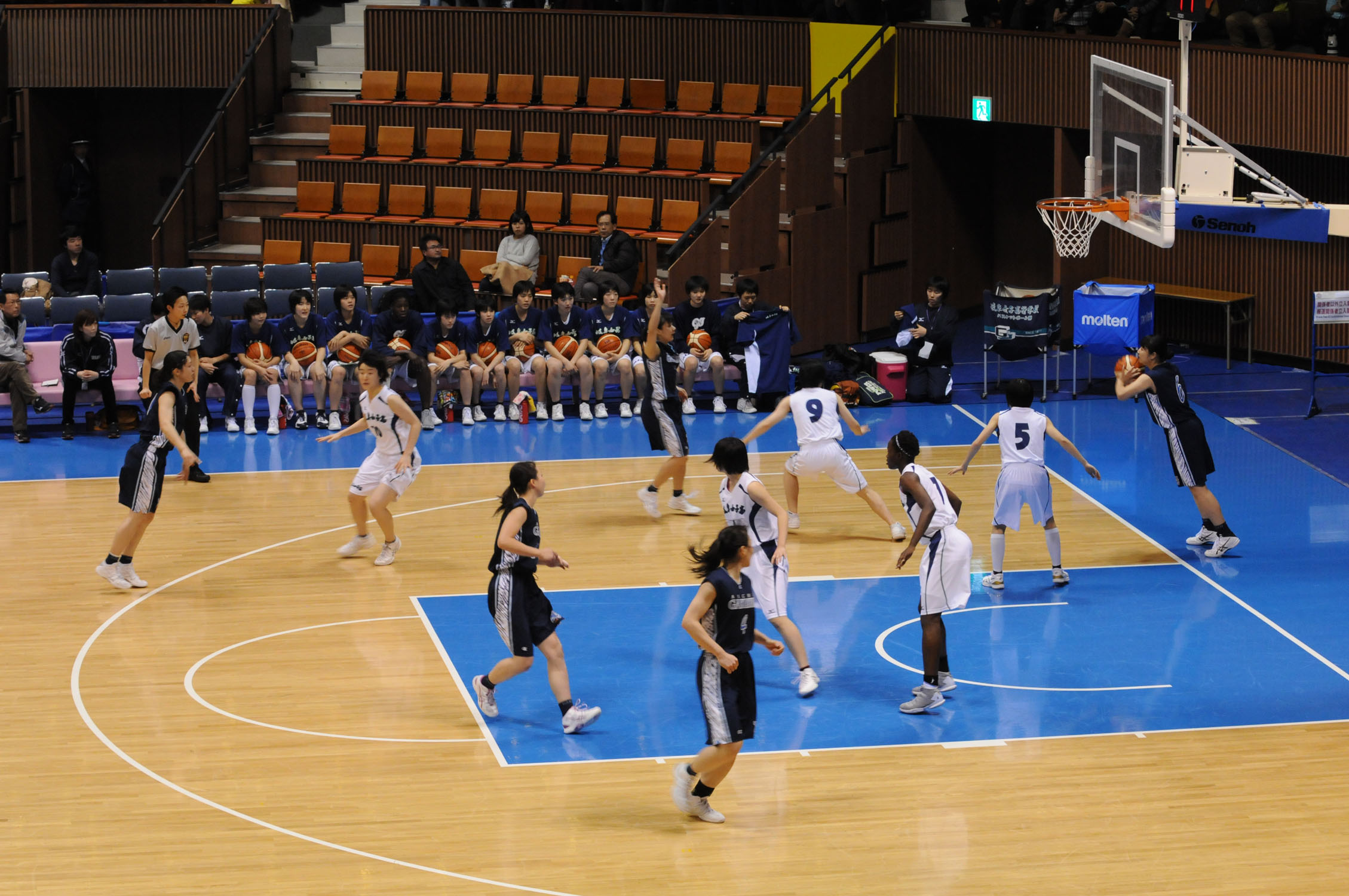
二回戦、岐阜女子高校対愛知学泉大

- KA・KB：駒沢体育館
- OA・OB：大田区総合体育館
- Y1：代々木第一体育館
- Y2：代々木第二体育館

### 男子
1回戦
| 日時      | Y2                                     | OA                                 | OB                                |
| --------- | -------------------------------------- | ---------------------------------- | --------------------------------- |
| 1日13：00 | 明治大学 94 - 47 尽誠学園高校          | 黒田電気 57 - 52 青山学院大学      | 九州電力 71 - 81 パスラボ山形     |
| 1日14：40 | 国士舘大学 96 - 83 RINTATSU SERPENTERS | 東海大学 87 - 47 RBC東京           | 新潟経営大学 70 - 84 京都産業大学 |
| 1日16：20 | 明成高校 89 - 75 鹿屋体育大学          | ファイサンズ岡山 73 - 101 拓殖大学 | 専修大学 84 - 108 西宮            |
| 1日18：00 | 近畿大学 57 - 73 大塚商会              | 豊田通商 89 - 65 JR東日本秋田      | 札幌大学 65 - 88 東京EX           |

2回戦
| 日時      | Y1                                    | O                              |
| --------- | ------------------------------------- | ------------------------------ |
| 2日13：00 | 三菱電機 101 - 64 明治大学            | 黒田電気 75 - 85 パスラボ山形  |
| 2日14：40 | 国士舘大学 59 - 66 筑波大学           | 東海大学 102 - 59 京都産業大学 |
| 2日16：20 | サイバーダインつくば 96 - 76 明成高校 | 拓殖大学 78 - 101 西宮         |
| 2日18：00 | 大塚商会 50 - 81 広島                 | 豊田通商 65 - 58 東京EX        |

3回戦
| 日時      | Y1                               | OA                                  |
| --------- | -------------------------------- | ----------------------------------- |
| 3日12：00 | トヨタ東京 122 - 70 パスラボ山形 | 三菱電機 88 - 64 熊本               |
| 3日14：00 | 東海大学 75 - 88 日立東京        | アイシン三河 106 - 54 筑波大学      |
| 3日16：00 | 東芝神奈川 90 - 61 西宮          | サイバーダインつくば 54 - 70 北海道 |
| 3日18：00 | 豊田通商 68 - 91 リンク栃木      | 千葉 77 - 83 広島                   |

準々決勝
| 日時      | Y1                            |
| --------- | ----------------------------- |
| 4日12：00 | トヨタ東京 85 - 69 三菱電機   |
| 4日14：00 | アイシン三河 81 - 64 日立東京 |
| 4日16：00 | 東芝神奈川 90 - 62 北海道     |
| 4日18：00 | 広島 84 - 86 リンク栃木       |

準決勝
| 日時      | Y1                            |
| --------- | ----------------------------- |
| 9日15：00 | トヨタ東京 87-94 アイシン三河 |
| 9日17：00 | リンク栃木 69-62 東芝神奈川   |

決勝
| 1月11日 14:00 |

| レポート |

| アイシンシーホース三河                         | 89–73 | リンク栃木ブレックス |
| クォーター・スコア: 24-14, 22-30, 21-10, 22-19 |       |                      |

### 女子
1回戦
| 日時      | KA                                | KB                                |
| --------- | --------------------------------- | --------------------------------- |
| 1日13：00 | 英明高校 32 - 88 早稲田大学       | 山梨 87 - 71 鹿屋体育大学         |
| 1日14：40 | 新潟医療福祉大学 49 - 94 桜花学園 | 東京医療保健大 88 - 69 紀陽銀行   |
| 1日16：20 | エンジェル 47 - 85 松蔭大学       | 鶴屋百貨店 88 - 58 アカシヤクラブ |
| 1日18：00 | 東海大学九州 51 - 78 岐阜女子高校 | 秋田銀行 78 - 64 拓殖大学         |

2回戦
| 日時      | Y2                                | KA                                |
| --------- | --------------------------------- | --------------------------------- |
| 2日13：00 | 新潟 75 - 78 山梨                 | 早稲田大学 67 - 48 山形銀行       |
| 2日14：40 | 桜花学園 48 - 61 羽田             | 白鷗大学 74 - 65 東京医療保健大学 |
| 2日16：20 | 筑波大学 80 - 59 鶴屋百貨店       | 松蔭大学 63 - 72 日立ハイテク     |
| 2日18：00 | 岐阜女子高校 82 - 57 愛知学泉大学 | 大阪人間科学大学 70 - 75 秋田銀行 |

3回戦
| 日時      | Y2                            | KA                              |
| --------- | ----------------------------- | ------------------------------- |
| 3日12：00 | JX-ENEOS 96 - 51 早稲田大学   | 山梨 47 - 89 アイシンAW         |
| 3日14：00 | 白鷗大学 54 - 78 トヨタ自動車 | シャンソン 86 - 59 羽田         |
| 3日16：00 | デンソー 76 - 44 日立ハイテク | 筑波大学 61 - 82 三菱電機       |
| 3日18：00 | 秋田銀行 43 - 102 富士通      | トヨタ紡織 70 - 47 岐阜女子高校 |

準々決勝
| 日時      | Y2                              |
| --------- | ------------------------------- |
| 4日12：00 | JX-ENEOS 80 - 51 アイシンAW     |
| 4日14：00 | シャンソン 66 - 62 トヨタ自動車 |
| 4日16：00 | デンソー 66 - 59 三菱電機       |
| 4日18：00 | トヨタ紡織 58 - 89 富士通       |

準決勝
| 日時      | Y1                        |
| --------- | ------------------------- |
| 9日11：00 | JX-ENEOS 79-52 シャンソン |
| 9日13：00 | デンソー 54-51 富士通     |

決勝
| 1月10日 14:00 |

| レポート |

| JX-ENEOSサンフラワーズ                       | 83–44 | デンソーアイリス |
| クォーター・スコア: 22-6, 17-9, 25-18, 19-11 |       |                  |

## 大会ベスト5
男子

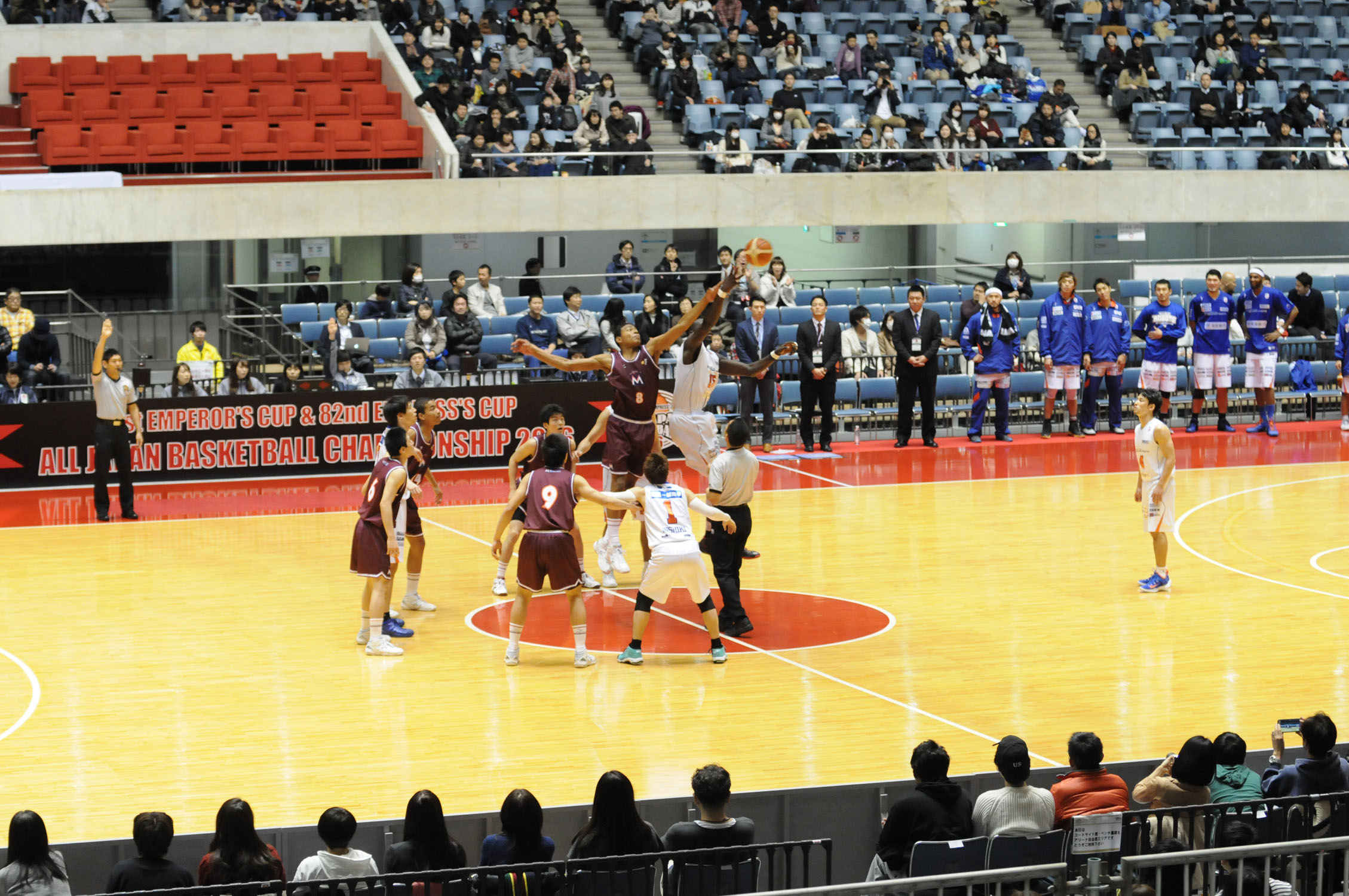
二回戦、つくば対明成高校

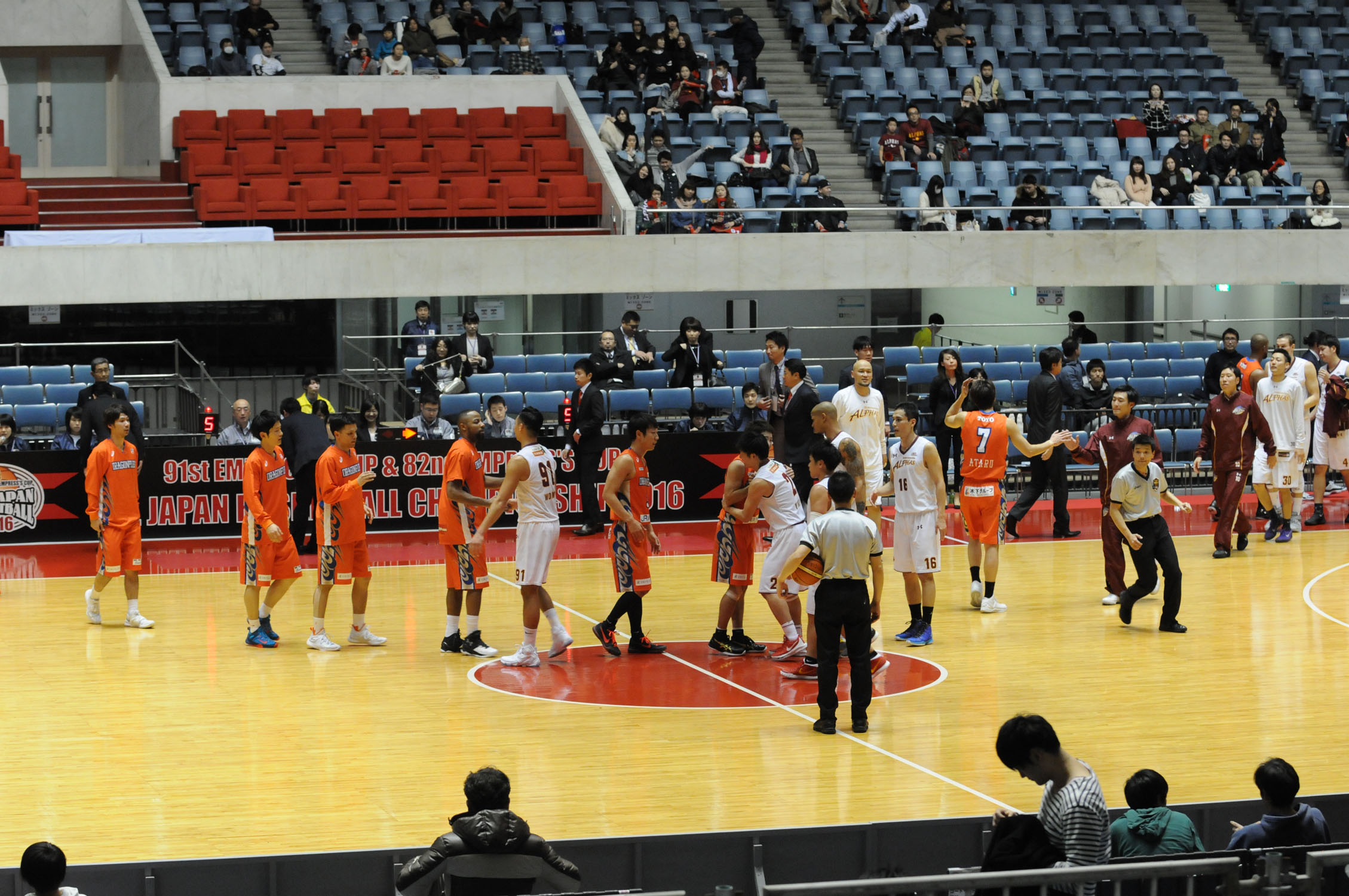
二回戦、大塚商会対広島

- 金丸晃輔（アイシン三河№14・3年ぶり2回目）
- 桜木ジェイアール（アイシン三河・3年ぶり6回目）
- 古川孝敏（リンク栃木№25・初受賞）
- ライアン・ロシター（リンク栃木№32・初受賞）
- 田中大貴（トヨタ東京№24・初受賞）

女子
- 吉田亜沙美（JX-ENEOS№0・3年連続6回目）
- 渡嘉敷来夢（JX-ENEOS№10・6年連続6回目）
- 間宮佑圭（JX-ENEOS№21・2年ぶり2回目）
- 岡本彩也花（JX-ENEOS№11・初受賞）
- 髙田真希（デンソー№8・2年連続3回目）

## 備考
- 1・2回戦は審判2人制、3回戦以降は3人制。
- NBL、NBDLの順位は2015年11月30日の時点のもの。
- WJBLの順位は第16回Wリーグのもの。